# Shelby (Indiana)
Shelby es un lugar designado por el censo ubicado en el condado de Lake en el estado estadounidense de Indiana. En el Censo de 2010 tenía una población de 539 habitantes y una densidad poblacional de 161,7 personas por km².

## Geografía
Shelby se encuentra ubicado en las coordenadas 41°11′36″N 87°20′34″O / 41.19333, -87.34278. Según la Oficina del Censo de los Estados Unidos, Shelby tiene una superficie total de 3.33 km², de la cual 3.33 km² corresponden a tierra firme y (0%) 0 km² es agua.

## Demografía
Según el censo de 2010, había 539 personas residiendo en Shelby. La densidad de población era de 161,7 hab./km². De los 539 habitantes, Shelby estaba compuesto por el 95.55% blancos, el 1.67% eran afroamericanos, el 0.74% eran amerindios, el 0.19% eran asiáticos, el 0% eran isleños del Pacífico, el 0.74% eran de otras razas y el 1.11% pertenecían a dos o más razas. Del total de la población el 0.93% eran hispanos o latinos de cualquier raza.